# Jean Laurès
Cet article possède un paronyme, voir Jean Jaurès.
Jean Laurès (né Jean Pierre Laurès, et publiant sous le nom de  Jan Laurès) est un écrivain et un poète occitan, né à Villeneuve-lès-Béziers le 26 juillet 1822 et décédé à Béziers, le 20 janvier 1902. Jean Laurès a été félibre et majoral de Béziers (1892).

## Œuvres
- Au Prince Président  (signé : Jean Laurès),
- Essais poétiques, par Jean Laurès, impr. de E. Millet (1850, 32 pages)
- Jaqueto de Bacheliès : pouèmo en trés cants per Jean Laurés de Bilonobo, Béziers, impr. J.-J.-T. Fuzier, (1856)
- Lous sept pecach capitals de las fennos de la campagno : poésie patoise par J. Laurès, Béziers, impr. Millet, (1858, 36 pages)
- Lous Braccounies, ou Lou repas de l'ase, paraoulos de Jean Laourès, Béziers, impr. de J.-J. Fuzier, (1877)
- Lou Campestre, poésies languedociennes suivies d'un glossaire, dialecte des environs de Béziers, avec une lettre de Frédéric Mistral et une pref. de l'auteur, Impr. Centrale du Midi, (1878, 304 pages)
- Lou Pioch, coumedia (1892)
- Lou Libre de las cabalcados, escrich per Jan Laurès, (1894, 171 pages)
- Contes e carnabalados per Jan Laurés, Mount-Peliè, Empremariè Centralo del Miejour, (1895)
- Lou conte de Jan de Calais : pouèmo en seche cants, amé de notos, per Jan Laurés ; (pref. de J.-Félicien Court), [portr. de l'auteur par Gaston Cugnenc], Béziers, J. Fabre, (1901)
- Los Secrets de la Vendémia, Comèdia en tres actes en vèrses (éd. par Christian Laus, IEO 1988)
- A moun amic Bartho Emilo

## Pour approfondir